# Курица по-венски

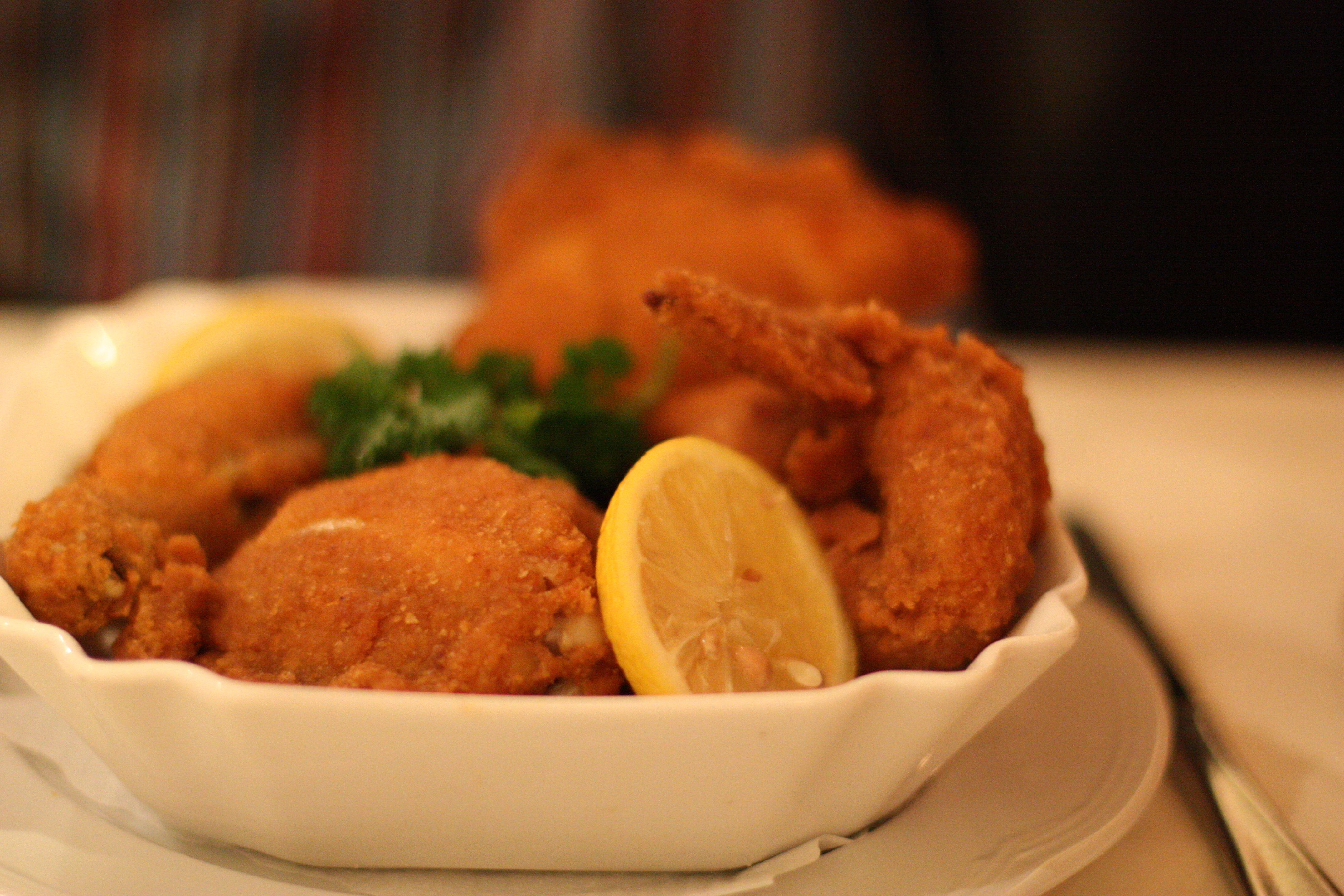
Бакхендль, гарнированный зеленью петрушки и ломтиком лимона

Курица по-венски (ви́нер ба́кхендль; нем. Wiener Backhendl, фр. poulet frit à la viennoise) — традиционное блюдо венской кухни, хрустящие снаружи и сочные внутри жареные панированные кусочки курицы. В классической подаче гарнируется только припущенной в жиру зеленью петрушки, позднее курицу по-венски стали сервировать с зелёным салатом и компотами.
Старейшие австрийские рецепты жарки панированной курицы датируются началом XVIII века. Название «курица по-венски» закрепилось в начале XX века по аналогии с венским шницелем благодаря кулинарной книге Марии фон Рокитански.
Для приготовления бакхендля цыплёнка натирают солью, чёрным перцем и небольшим количеством лимонного сока, а затем разрезают на четыре части, отделив крылышки. Получившиеся кусочки окунают в муку, затем во взбитое яйцо и далее в панировочные сухари, а затем жарят в большом количестве топлёного сливочного масла во фритюре или на сковороде под крышкой. Куриные потроха также подаются обжаренными в панировке. Похожее блюдо в американской кухне называется цыплёнок по-мэрилендски.